# Чемпіонство світу у важкій вазі (WWE)
Чемпіонство світу у важкій вазі (англ. World Heavyweight Championship) — чоловічий титул професійного реслінгу, створений і використовується американським промоушеном WWE. Титул захищається в чоловічому дивізіоні бренду RAW. Це один з двох світових титулів в головному ростері WWE, разом з Чемпіонством WWE. Чинним чемпіоном є Сет Роллінс, котрий заволодів поясом вдруге для себе завдяки контракту Money in the Bank на SummerSlam 2025 року. Сет забрав титул у Сі Ем Панка, котрий 2 серпня зумів здолати Гюнтера.
Титул з'явився завдяки Роману Рейнсу та його Беззаперечному Всесвітньому Чемпіонству WWE (2-в-1). Після того, як Рейнс отримав дане звання у квітні 2022 року, він захищав тандем титулів між обома брендами, але ці захисти були нечастими через умови його контракту. З оголошенням Драфту WWE 2023 року титул Чемпіона світу у важкій вазі був представлений 24 квітня 2023 року в епізоді Raw і згодом став ексклюзивним для червоного бренду, а Рейнс і його титули (відображені в одному поясі) відправились на SmackDown.
Цей титул відрізняється від попереднього Чемпіонства світу у важкій вазі, яке розігрувалось з 2002 до 2013 року, до об'єднання з Чемпіонством WWE. Обидва титули мають однакову назву, але різні історії.

## Турніри

### Інавгураційний турнір
|  |                                                             |                                                             |                                                             |  |  |                                                          |                                                          |                                                          |  |  |                                           |                                           |                                           |
|  | Перший раунд RAW (8 травня 2023) SmackDown (12 травня 2023) | Перший раунд RAW (8 травня 2023) SmackDown (12 травня 2023) | Перший раунд RAW (8 травня 2023) SmackDown (12 травня 2023) |  |  | Півфінали RAW (8 травня 2023) SmackDown (12 травня 2023) | Півфінали RAW (8 травня 2023) SmackDown (12 травня 2023) | Півфінали RAW (8 травня 2023) SmackDown (12 травня 2023) |  |  | Фінал Night of Champions (27 травня 2023) | Фінал Night of Champions (27 травня 2023) | Фінал Night of Champions (27 травня 2023) |
|  | Перший раунд RAW (8 травня 2023) SmackDown (12 травня 2023) | Перший раунд RAW (8 травня 2023) SmackDown (12 травня 2023) | Перший раунд RAW (8 травня 2023) SmackDown (12 травня 2023) |  |  | Півфінали RAW (8 травня 2023) SmackDown (12 травня 2023) | Півфінали RAW (8 травня 2023) SmackDown (12 травня 2023) | Півфінали RAW (8 травня 2023) SmackDown (12 травня 2023) |  |  | Фінал Night of Champions (27 травня 2023) | Фінал Night of Champions (27 травня 2023) | Фінал Night of Champions (27 травня 2023) |
|  |                                                             |                                                             |                                                             |  |  |                                                          |                                                          |                                                          |  |  |                                           |                                           |                                           |
|  |                                                             |                                                             |                                                             |  |  |                                                          |                                                          |                                                          |  |  |                                           |                                           |                                           |
|  | Деміан Пріст                                                | Деміан Пріст                                                | —                                                           |  |  |                                                          |                                                          |                                                          |  |  |                                           |                                           |                                           |
|  | Деміан Пріст                                                | Деміан Пріст                                                | —                                                           |  |  |                                                          |                                                          |                                                          |  |  |                                           |                                           |                                           |
|  | Сет «Фрікін» Роллінс                                        | Сет «Фрікін» Роллінс                                        | Утримання                                                   |  |  |                                                          |                                                          |                                                          |  |  |                                           |                                           |                                           |
|  | Сет «Фрікін» Роллінс                                        | Сет «Фрікін» Роллінс                                        | Утримання                                                   |  |  |                                                          |                                                          |                                                          |  |  |                                           |                                           |                                           |
|  | Шінсуке Накамура                                            | Шінсуке Накамура                                            | 13:25                                                       |  |  | Сет «Фрікін» Роллінс                                     | Сет «Фрікін» Роллінс                                     | Утримання                                                |  |  |                                           |                                           |                                           |
|  | Шінсуке Накамура                                            | Шінсуке Накамура                                            | 13:25                                                       |  |  | Сет «Фрікін» Роллінс                                     | Сет «Фрікін» Роллінс                                     | Утримання                                                |  |  |                                           |                                           |                                           |
|  | RAW                                                         | RAW                                                         | RAW                                                         |  |  | Фінн Балор                                               | Фінн Балор                                               | 13:30                                                    |  |  |                                           |                                           |                                           |
|  | RAW                                                         | RAW                                                         | RAW                                                         |  |  | Фінн Балор                                               | Фінн Балор                                               | 13:30                                                    |  |  |                                           |                                           |                                           |
|  | Коді Роудс                                                  | Коді Роудс                                                  | —                                                           |  |  |                                                          |                                                          |                                                          |  |  |                                           |                                           |                                           |
|  | Коді Роудс                                                  | Коді Роудс                                                  | —                                                           |  |  |                                                          |                                                          |                                                          |  |  |                                           |                                           |                                           |
|  | Фінн Балор                                                  | Фінн Балор                                                  | Утримання                                                   |  |  |                                                          |                                                          |                                                          |  |  |                                           |                                           |                                           |
|  | Фінн Балор                                                  | Фінн Балор                                                  | Утримання                                                   |  |  |                                                          |                                                          |                                                          |  |  |                                           |                                           |                                           |
|  | Міз                                                         | Міз                                                         | 9:30                                                        |  |  | Сет «Фрікін» Роллінс                                     | Сет «Фрікін» Роллінс                                     | Утримання                                                |  |  |                                           |                                           |                                           |
|  | Міз                                                         | Міз                                                         | 9:30                                                        |  |  |                                                          | Сет «Фрікін» Роллінс                                     | Утримання                                                |  |  |                                           |                                           |                                           |
|  |                                                             |                                                             |                                                             |  |  | Ей Джей Стайлз                                           | Ей Джей Стайлз                                           | 20:40                                                    |  |  |                                           |                                           |                                           |
|  |                                                             |                                                             |                                                             |  |  | Ей Джей Стайлз                                           | Ей Джей Стайлз                                           | 20:40                                                    |  |  |                                           |                                           |                                           |
|  | Ей Джей Стайлз                                              | Ей Джей Стайлз                                              | Утримання                                                   |  |  |                                                          |                                                          |                                                          |  |  |                                           |                                           |                                           |
|  | Ей Джей Стайлз                                              | Ей Джей Стайлз                                              | Утримання                                                   |  |  |                                                          |                                                          |                                                          |  |  |                                           |                                           |                                           |
|  | Едж                                                         | Едж                                                         | 16:00                                                       |  |  |                                                          |                                                          |                                                          |  |  |                                           |                                           |                                           |
|  | Едж                                                         | Едж                                                         | 16:00                                                       |  |  |                                                          |                                                          |                                                          |  |  |                                           |                                           |                                           |
|  | Рей Містеріо                                                | Рей Містеріо                                                | —                                                           |  |  | Ей Джей Стайлз                                           | Ей Джей Стайлз                                           | Утримання                                                |  |  |                                           |                                           |                                           |
|  | Рей Містеріо                                                | Рей Містеріо                                                | —                                                           |  |  | Ей Джей Стайлз                                           | Ей Джей Стайлз                                           | Утримання                                                |  |  |                                           |                                           |                                           |
|  | SmackDown                                                   | SmackDown                                                   | SmackDown                                                   |  |  | Боббі Лешлі                                              | Боббі Лешлі                                              | 12:00                                                    |  |  |                                           |                                           |                                           |
|  | SmackDown                                                   | SmackDown                                                   | SmackDown                                                   |  |  | Боббі Лешлі                                              | Боббі Лешлі                                              | 12:00                                                    |  |  |                                           |                                           |                                           |
|  | Остін Тіорі                                                 | Остін Тіорі                                                 | 13:00                                                       |  |  |                                                          |                                                          |                                                          |  |  |                                           |                                           |                                           |
|  | Остін Тіорі                                                 | Остін Тіорі                                                 | 13:00                                                       |  |  |                                                          |                                                          |                                                          |  |  |                                           |                                           |                                           |
|  | Боббі Лешлі                                                 | Боббі Лешлі                                                 | Утримання                                                   |  |  |                                                          |                                                          |                                                          |  |  |                                           |                                           |                                           |
|  | Боббі Лешлі                                                 | Боббі Лешлі                                                 | Утримання                                                   |  |  |                                                          |                                                          |                                                          |  |  |                                           |                                           |                                           |
|  | Шеймус                                                      | Шеймус                                                      | —                                                           |  |  |                                                          |                                                          |                                                          |  |  |                                           |                                           |                                           |
|  | Шеймус                                                      | Шеймус                                                      | —                                                           |  |  |                                                          |                                                          |                                                          |  |  |                                           |                                           |                                           |

## Чемпіони
| №        | Чемпіон              | Статистика     | Статистика           | Зміна власника титулу | Зміна власника титулу | Зміна власника титулу     | Примітка | Посилання   |
| №        | Чемпіон              | Днів (визнано) | Кількість чемпіонств | Зміна власника титулу | Зміна власника титулу | Зміна власника титулу     | Примітка | Посилання   |
| №        | Чемпіон              | Днів (визнано) | Кількість чемпіонств | Дата                  | Шоу                   | Місце                     | Примітка | Посилання   |
| WWE: RAW | WWE: RAW             | WWE: RAW       | WWE: RAW             | WWE: RAW              | WWE: RAW              | WWE: RAW                  | WWE: RAW | WWE: RAW    |
| -------- | -------------------- | -------------- | -------------------- | --------------------- | --------------------- | ------------------------- | --- | ----------- |
| 1        | Сет «Фрікін» Роллінс | 316            | 1                    | 27 травня 2023        | Night of Champions    | Джидда, Саудівська Аравія | Титул був заснований і закріплений за RAW в той час, як Беззаперечне Всесвітнє чемпіонство WWE стало ексклюзивним для SmackDown після драфту WWE 2023 року. У фіналі турніру Роллінс переміг Ей Джея Стайлза і став першим чемпіоном. | [ 6 ] [ 4 ] |
| 2        | Дрю МакІнтайр        | <1             | 1                    | 7 квітня 2024         | Реслманія XL Ніч 2    | Філадельфія, Пенсильванія | Протримав титул усього 5 хвилин. WWE визнає це чемпіонство як найкоротшим з часу заснування титулу у 2023 році. | [ 7 ]       |
| 3        | Деміан Пріст         | 118            | 1                    | 7 квітня 2024         | Реслманія XL Ніч 2    | Філадельфія, Пенсильванія | Реалізація контракту «Money in the Bank» | [ 7 ]       |
| 4        | Гюнтер               | 258            | 1                    | 3 серпня 2024         | SummerSlam            | Клівленд, Огайо           | | [ 8 ]       |
| 5        | Джей Усо             | 51             | 1                    | 19 квітня 2025        | Реслманія 41 Ніч 1    | Парадайз, Невада          | | [ 9 ]       |
| 6        | Гюнтер               | 53             | 2                    | 9 червня 2025         | RAW                   | Фінікс, Аризона           | | [ 10 ]      |
| 7        | Сі Ем Панк           | <1             | 1                    | 2 серпня 2025         | SummerSlam Ніч 1      | Іст-Ратерфорд, Нью-Джерсі | |             |
| 8        | Сет Роллінс          | 7+             | 2                    | 2 серпня 2025         | SummerSlam Ніч 1      | Іст-Ратерфорд, Нью-Джерсі | Реалізація контракту «Money in the Bank» |             |